# 鲁道夫·诺亚克
鲁道夫·诺亚克（德語：Rudolf Noack，1913年3月30日—1947年6月30日），德国男子足球运动员，场上位置是前锋，1934年加入国家队。他曾代表德国国家队参加1934年国际足联世界杯，结果获得季军。